# Donovan Carrillo
Donovan Daniel Carrillo Suazo, né le 17 novembre 1999 à Zapopan au Mexique, est un patineur artistique masculin mexicain. Il est sextuple champion du Mexique. Il est devenu le premier patineur mexicain à se qualifier pour la finale d'un Championnat du monde senior, depuis 2019, il est le seul patineur mexicain capable de réussir le triple axel dans une compétition officielle de l'ISU. En 2021, il devient le premier patineur mexicain à tenter un quadruple saut dans une compétition internationale (Challenge Cup). Il se classe 20e aux Championnats du monde seniors de 2021 à Stockholm, en Suède, ce qui lui permet de se qualifier pour les Jeux olympiques d'hiver de Pékin 2022, une qualification historique puisque le Mexique n'avait plus de représentants en patinage artistique aux Jeux olympiques depuis Albertville 1992 (Riccardo Olavarrieta et Mayda Navarro).
Le score obtenu à l'U.S. International Figure Skating Classic (208.41) est le plus élevé obtenu par un patineur mexicain dans une compétition internationale sous le nouveau système d'évaluation. Il était auparavant champion national dans la catégorie junior.
Il fait partie de la délégation mexicaine aux Jeux olympiques de Pékin 2022. Il a concouru le 7 février, s'est rendu en finale et a obtenu une note de 22,45,.
Il vit à León, Guanajuato, où il s'entraîne sous la supervision de Gregorio Núñez.

## Carrière sportive

### Les débuts
À l'âge de quatre ans, il s'entraîne à la natation (plongeon) et à la gymnastique dans le cadre du programme de la CODE (Commission des sports du Mexique), où il représente Jalisco aux Jeux olympiques nationaux dans les deux disciplines. En décembre 2007, Donovan a décidé d'ajouter le patinage artistique à ses pratiques sportives, encouragé par Gregorio Nuñez qui l'a vu un jour à la patinoire avec sa sœur. Il a commencé à s'entraîner à la patinoire Ice Land pour finalement opter pour le patinage comme seul sport à l'âge de neuf ans, complétant sa formation par des cours de ballet au Zayi Ballet Studio, dirigé par Ana Jurado. En 2013, la patinoire Ice Land a fermé et Donovan et Gregorio Nuñez ont donc déménagé dans la ville de León, Guanajuato, à la recherche d'un nouveau lieu d'entraînement.
Il a fait ses débuts sur la scène internationale junior en septembre 2013, lors du Junior Grand Prix (JGP) de l'UIP qui s'est tenu à Mexico.

### Saison 2016-2017
En septembre 2016, Donovan Carrillo a participé à la série Junior Grand Prix (JGP) qui s'est tenue à Yokohama, au Japon. Captant rapidement l'attention du public avec son spectacle gratuit " Hasta que te conocí " de feu Juan Gabriel. La nostalgie de la mort récente de l'artiste et la performance sans faille de l'athlète ont attiré l'attention de millions de personnes sur les réseaux sociaux et beaucoup ont considéré sa routine comme un hommage au " Divo de Juárez " avec certains de ses mouvements de danse les plus connus, et imite même le chanteur en train de prendre un verre comme il avait l'habitude de le faire dans ses spectacles. Il termina à la 13e place.
En octobre, il a participé pour la deuxième fois à une épreuve JGP, et termina à la neuvième place. Cette fois, la compétition a eu lieu à Dresde, en Allemagne. En mars 2017, il a participé aux Championnats du monde juniors de patinage artistique qui se sont tenus à Taipei, à Taïwan, ne parvenant à exécuter que le programme court, il a obtenu 53,92 points et s'est classé 27e, seuls les 24 premiers se sont qualifiés pour la deuxième étape.

### Saison 2017-2018
Faisant ses débuts internationaux seniors, Carrillo s'est classé neuvième au tournoi international d'été de Philadelphie qui s'est tenu en août 2017. Il a ensuite obtenu son meilleur résultat, en se classant septième à Brisbane, en Australie. En septembre, il a participé au CS Nebelhorn Trophy 2017, visant l'une des places pour assister aux Jeux olympiques d'hiver 2018. Les résultats sont les suivants : 19e place dans le programme court, 12e dans le programme libre et 14e au classement général. Seuls les sept premiers ont obtenu une place olympique pour leur pays respectif. Donovan n'a pas obtenu de place dans la compétition olympique.
En janvier 2018, Donovan Carrillo a participé aux Championnats des Quatre Continents qui se sont tenus à Taipei. Il s'est qualifié pour présenter son programme libre après s'être classé 22e dans le programme court, 17e dans le libre, réalisant la 18e place au tableau général, battant des patineurs de Chine, Corée du Sud, Australie et Hong Kong. Il améliore la position historique obtenue par d'autres patineurs mexicains lors des versions précédentes de l'événement (Mauricio Medellín 18ème en 2002, Manuel Segura 18ème et Adrián Alvarado 20ème en 2003, Miguel Ángel Moyrón 18ème en 2004, Humberto Contreras 18ème en 2006).
Début mars 2018, à Sofia, en Bulgarie, s'est déroulé le tournoi mondial junior, où Donovan a amélioré sa note dans le programme court (61,37) se qualifiant pour la deuxième phase à la 19e place. Malheureusement il n'a pas pu réitérer son score des Quatre Continents dans le programme libre se classant à la 21e place (après le retrait du patineur américain Alexei Krasnozhon pour cause de blessure) avec un total de 168,68.
Deux semaines plus tard, plus motivé que jamais, Donovan se rend à Milan, en Italie, pour participer au tournoi mondial senior où il séduit le public exigeant par la qualité de ses performances et son charisme, obtenant trois nouveaux meilleurs scores : 68,13 au programme court, 132,13 au programme libre et un total de 200,76, tout un exploit si l'on considère qu'il n'a pas lancé de quadruple saut ou de triple axel dans ses performances. Plusieurs médias mexicains ont rapporté que Donovan Carrillo est devenu le premier patineur mexicain à se qualifier pour les finales d'un tournoi mondial. Il a terminé la saison en montrant des progrès sur son nouveau programme libre lors d'une exposition à Interlomas en mai 2018.

### Saison 2018-2019
Donovan commence la saison en annonçant qu'il va continuer à s'entraîner à León Guanajuato avec Gregorio Nuñez. L'objectif est de participer à deux tournois Junior Grand Prix et à d'autres tournois seniors en vue d'obtenir le TES minimum avec la nouvelle qualification ISU pour participer à nouveau aux tournois Four Continents et Worlds. Pour cela, il a décidé d'inclure dans ses programmes des sauts plus complexes, comme le triple axel et quelques quadruples sauts (toe et salchow).
Il a participé aux JGP de Bratislava avec quelques problèmes avec ses sauts (triple axel, 18 flip), terminant à la 11ème place après le programme court. Des problèmes similaires se sont produits pendant le programme libre, terminant à la 11ème place avec un score total de 165.69 dans le tableau général. Il n'aurait pas réussi à participer à un autre événement du Grand Prix Junior en raison de problèmes économiques. Sa participation dans la catégorie senior a été annoncée à l'Open Mexico, à Querétaro en septembre. Pendant sa présentation, il a subi quelques chutes dans le programme libre qui ont apparemment causé une blessure à sa cheville droite. Il s'est retiré de l'événement sans terminer sa présentation. Une semaine plus tard, il s'est également retiré de l'Autumn Classic International, un événement organisé au Canada, auquel une délégation de patineurs mexicains a participé.
Il a participé aux championnats nationaux mexicains, du 8 au 18 novembre à Querétaro. Elle a remporté l'or dans la catégorie Advanced 2 sous une ovation du public mexicain. Ses programmes comportaient des éléments similaires à ceux de la saison précédente, sans triple axel. Elle devait participer à la Mentor Torun Cup 2019 en Pologne, mais s'est retirée de l'événement pour finir de se remettre de sa blessure.
En raison de sa longue absence, il y eut des spéculations quant à sa participation aux Tournois des Quatre Continents et aux Tournois Mondiaux en raison des scores techniques insuffisants. Cependant, il a agréablement surpris le public d'Anaheim en battant son record personnel dans le programme court, obtenant ainsi l'opportunité de participer pour la deuxième fois à un Tournoi Mondial Senior, qui se tiendra cette fois à Saitama-Japon. Malgré des problèmes avec ses sauts dans le programme long, il a amélioré sa position par rapport à la saison précédente (17e place), bien qu'il n'ait pas réussi à dépasser la marque de son compatriote, le patineur Luis Hernández, qui était 15e en 2008. Il a été invité à participer au gala d'exposition avec d'autres patineurs de haut niveau. Quelques jours plus tard, on a appris qu'il se retirait des championnats du monde junior pour se concentrer sur les championnats du monde senior. Sa participation aux Championnats du monde 2019 l'a laissé à la 33e place du programme court, il a obtenu 54,99 points mais ne s'est pas qualifié pour le programme libre. En mai, il a participé aux Jeux de glace 2019, organisés à Puebla, où il a remporté la première place avec 202,60 au résultat final, devenant ainsi le premier patineur mexicain à réussir un triple axel dans une compétition nationale.

### Saison 2019-2020
Fin mai, Donovan annonça sa participation à 2019 Skate la Grande, le tournoi a eu lieu fin juin à San Diego. Il a débuté les programmes de la nouvelle saison en prenant la première place. Lors d'une exposition à la Santa Fe Cup, il a confirmé sa participation à Philadelphia Summer International et à Autumn Classic International. Parmi ses objectifs pour la saison, il souhaite stabiliser le triple axel et ajoutera probablement des quadruples sauts à ses programmes plus tard dans la saison.
Lors de sa participation au Philadelphia Summer International, malgré quelques difficultés mineures avec les sorties de certains de ses sauts et une chute sur un triple axel dans la deuxième moitié de son programme libre, elle a pris la deuxième place, obtenant ainsi sa première médaille d'argent à ce tournoi.
Lors de l'Autumn Classic International, il s'est classé huitième dans le programme court (il chuta lors de son saut combiné) et a de nouveau eu des problèmes avec le triple axel et certaines combinaisons dans le programme libre. Il termina à la 10e place dans le programme libre pour terminer 10e au classement général. Lorsqu'il a été interrogé sur ses prochaines compétitions, Donovan a indiqué qu'il participerait au Tournoi des Quatre Continents, en vue d'obtenir les scores minimums requis pour participer aux Championnats du monde de 2020, et a également précisé que la chute dans le programme court avait aggravé une blessure à la cheville.
En février 2020, il a participé au tournoi des Quatre Continents à Séoul, en Corée du Sud, où il a obtenu ses meilleurs résultats personnels pour les programmes court et long. Grâce au nouveau système de qualification de l'ISU, il a obtenu la 15e place, égalant l'exploit du patineur mexicain Luis Hernandez (2008), et une fois de plus, son charisme et son amour du patinage lui ont valu une invitation au gala d'exposition pour la deuxième année consécutive. Après avoir raté de 0,2 le score minimum requis pour les Championnats du monde, il a décidé de participer à la Challenge Cup organisée aux Pays-Bas deux semaines plus tard, où il s'est classé 10e sans atteindre le score minimum requis pour les Championnats du monde. Cependant, dès ces jours-là, une série d'alertes sanitaires a commencé dans plusieurs pays en raison de l'apparition d'une variante rapidement contagieuse du coronavirus et, début mars, l'ISU a annoncé que les championnats du monde étaient reportés à la demande du gouvernement canadien en raison de l'apparition imminente d'une pandémie. En avril 2020, les championnats du monde ont été officiellement annulés.
Donovan a depuis envoyé des messages d'encouragement à ses fans sur les réseaux sociaux et a renouvelé ses intentions de ramener le patinage artistique mexicain aux Jeux olympiques.

### Saison 2020-2021
La saison a commencé par des revers dus aux restrictions liées à la pandémie de covid19. Plusieurs des événements auxquels il avait initialement prévu de participer ont été suspendus, reportés puis annulés, sans compter le fait que plusieurs patinoires du Mexique ont été fermées, laissant Donovan sans endroit approprié pour s'entraîner. Il a donc dû faire preuve de créativité pour maintenir le rythme d'entraînement nécessaire. Heureusement, il a continué à bénéficier du soutien de ses sponsors. Sur les réseaux sociaux, il a partagé des vidéos montrant ses progrès dans la régularité de ses sauts (triple axel) et ses tentatives de nouveaux sauts (quad toe). Il a également annoncé qu'il allait modifier son programme libre.
Ce n'est qu'en 2021 qu'il a enfin pu participer à nouveau à un événement international, cette fois à la Challenge Cup 2021 qui s'est tenue en février à La Haye. Bien qu'il s'agisse de sa première compétition de la saison, c'était sa seule chance d'obtenir la note technologique minimale requise dans le programme long pour participer aux Championnats du monde et non seulement il a réussi à l'obtenir (il a obtenu 67,31), mais il est également devenu le premier patineur mexicain à tenter un quadruple saut dans une compétition internationale de l'ISU (il a tenté un quadruple saut de pied dans le programme court qui a été déclassé comme "sous rotation"). À la fin de la compétition, son entraîneur Gregorio Nuñez s'est exprimé en ces termes : "Cela a été très difficile à cause de la pandémie, nos installations ont été fermées pendant longtemps. Il a été difficile de retrouver le rythme de la compétition et c'est pourquoi il y a eu quelques détails en Hollande. Je pense que ceux qui ont eu le plus de mal sont des pays comme le Mexique, parce que l'Europe a ouvert en premier, l'Asie, ils ont eu plus de temps. Aux États-Unis et au Canada, et en Amérique latine, nous sommes arrivés derniers ", mais il était optimiste quant à la possibilité pour Donovan de se battre pour une place olympique lors des championnats du monde à Stockholm, en Suède, en mars.
Les championnats du monde se sont déroulés du 22 au 28 mars à Stockholm, en Suède, dans le cadre des mesures de sécurité mises en place par l'ISU, qui prévoyaient notamment que les championnats se dérouleraient sans spectateurs, en raison du fait que les premières places pour les Jeux olympiques d'hiver de Pékin 2022 étaient décidées lors de cet événement. Lors des premières séances d'entraînement, Donovan faisait partie du groupe 4, qui comprenait la délégation des États-Unis (Jason Brown, Vincent Zhou, Nathan Chen), l'Azerbaïdjan et la République tchèque. Loin d'être intimidé, il a choisi de garder son attitude et sa mentalité pour donner le meilleur de son répertoire en cherchant à obtenir le meilleur score possible pour se qualifier pour le programme long et il a réussi, battant son record personnel dans le programme court (il a obtenu 73.91) pour se qualifier 23ème sur 24 places disponibles pour 33 concurrents, battant des patineurs de 9 nations différentes dont les Etats-Unis. Bien qu'il ait eu quelques problèmes avec ses sauts dans le programme long, il a réalisé de nouveaux records personnels pour le programme libre (130,87) et le score total (204,78), terminant la compétition à la 20e place, recevant les éloges des commentateurs sportifs et des anciens patineurs de plusieurs pays.
En raison des changements proposés en matière de qualification olympique pour 2018, l'incertitude règne quant aux pays qui se qualifieront pour la place olympique tant convoitée en patinage artistique, des rumeurs circulant selon lesquelles seuls les 19 premiers pays seraient peut-être qualifiés. Donovan a déclaré sur les réseaux sociaux qu'il ne se découragerait pas et qu'il se dépasserait pour s'entraîner en vue du tournoi Nebelhorn 2021 (la dernière chance de se qualifier pour les Jeux olympiques d'hiver de Pékin 2022), et qu'il était ravi d'être invité à participer à l'exposition de gala. Bien que l'UIP ait initialement indiqué qu'elle annoncerait les places olympiques attribuées aux différents pays le 11 avril, l'annonce officielle a été publiée le 1er avril, confirmant que la 20e place obtenue par Donovan permet au Mexique de participer aux Jeux olympiques d'hiver de Pékin 2022 dans la catégorie senior hommes de patinage artistique, Ainsi, après 30 ans (Albertville, France en 1992 fut la dernière participation d'un patineur mexicain), le Mexique aura à nouveau un représentant dans cette catégorie. Donovan rejoindra le petit groupe d'élite des patineurs olympiques mexicains (Diana Encinas, Mayda Navarro, Ricardo Olavarrieta qui fut le porte-drapeau des Jeux Olympiques de 1988).

### Saison 2021-2022
Carrillo a commencé sa saison 2021 à la Cranberry Cup International, où il a terminé neuvième.
Lors du 5e festival mexicain ouvert, Carrillo a non seulement remporté une médaille d'or, mais est également devenu le premier patineur artistique mexicain à réaliser un quadruple saut, avec un Quadruple Salchow en compétition.
Il a poursuivi la saison à l'U.S. International Figure Skating Classic, où il a réalisé des records personnels dans toutes les catégories. Avec 77,48 points dans le programme court et 130,93 dans le programme long, il a obtenu un score total de 208,41 points, ce qui le plaçait à la cinquième place à la fin de la compétition.
Lors du CS Trophy Finlande 2021, il est devenu le premier Mexicain à réussir un quadruple Salchow en combinaison dans une compétition internationale,. Avec un nouveau record personnel en patinage libre, Carrillo a terminé à la 15e place avec 192,54 points au total.
Lors des championnats mexicains de patinage artistique, Donovan a remporté son quatrième titre national.
Il a fait ses débuts aux Jeux olympiques de Pékin 2022 avec un 79.69 dans la routine courte et il s'est classé 22e dans la finale.

## Palmarès
| Compétition                                                                           | 2017    | 2018    | 2019    | 2020    | 2021    | 2022    | 2023    | 2024    | 2025    |  |  |  |  |  |
| Jeux olympiques d'hiver                                                               |         |         |         |         |         | 22e     |         |         |         |  |  |  |  |  |
| Championnats du monde                                                                 |         | 22e     | 33e     | CA      | 20e     | F       |         | 15e     | 27e     |  |  |  |  |  |
| Quatre continents                                                                     |         | 18e     | 17e     | 15e     | CA      | F       |         | 15e     | 11e     |  |  |  |  |  |
| Championnats du Mexique                                                               |         | 1er     | 1er     | 1er     | CA      | 1er     | 1er     | 1er     | 1er     |  |  |  |  |  |
| Championnats du monde juniors                                                         | 27e     | 21e     |         |         | CA      |         |         |         |         |  |  |  |  |  |
|                                                                                       |         |         |         |         |         |         |         |         |         |  |  |  |  |  |
| Grand Prix ISU                                                                        | 2016/17 | 2017/18 | 2018/19 | 2019/20 | 2020/21 | 2021/22 | 2022/23 | 2023/24 | 2024/25 |  |  |  |  |  |
| Skate America                                                                         |         |         |         |         |         |         | 12e     |         | 12e     |  |  |  |  |  |
| Légende : F = Forfait ; CA = Compétitions annulées à cause de la pandémie de Covid-19 |         |         |         |         |         |         |         |         |         |  |  |  |  |  |

## Programmes
| Saison    | Programme court                                                                               | Programme libre | Exhibition                                                                |
| --------- | --------------------------------------------------------------------------------------------- | --- | ------------------------------------------------------------------------- |
| 2021-2022 | - Black Magic Woman de Carlos Santana - Shake It de Carlos Santana choreo. par Benoît Richaud | - Perhaps, Perhaps, Perhaps de Osvaldo Farrés reprise par Daniel Boaventura & Carlos Rivera - Sway reprise par Dean Martin - María reprise par Ricky Martin - Bailar de Deorro choreo. par Gregorio Nuñez |                                                                           |
| 2020-2021 | - The Great Bands / In the Mood de Glenn Miller choreo par : Gregorio Núñez                   | - Perhaps, Perhaps, Perhaps de Osvaldo Farrés reprise par Daniel Boaventura & Carlos Rivera - Sway Mix de Pedro Infante reprise par Michael Bublé                                                         | - Charro Mix de plusieurs artistes différents choreo par : Gregorio Núñez |
| 2019-2020 | - The Great Bands / In the Mood de Glenn Miller choreo de Gregorio Núñez                      | - Aranjuez de Il Divo choreo par : Gregorio Núñez | - Charro Mix de plusieurs artistes différents choreo par : Gregorio Núñez |
| 2018-2019 | - Jazz Machine de Black Machine - Picante de Vanessa Mae choreo: par Gregorio Núñez           | - Ya lo sé que tu te vas de Juan Gabriel choreo: par Gregorio Núñez | - Capone de Ronan Hardiman choreo. par Gregorio Núñez                     |
| 2017-2018 | - Capone de Ronan Hardiman choreo. par Gregorio Núñez                                         | - Hasta Que Te Conocí de Juan Gabriel reprise par Raul di Blasio choreo. de Gregorio Núñez |                                                                           |
| 2016-2017 | - Mezcla de mambo de Perez Prado choreo. de Gregorio Núñez                                    | - Hasta Que Te Conocí de Juan Gabriel reprise par Raul di Blasio choreo. de Gregorio Núñez |                                                                           |
| 2015-2016 | - Mezcla Danzones Mexicanos choreo de Gregorio Núñez                                          | - Mezcla de mambo de Perez Prado choreo de Gregorio Núñez |                                                                           |
| 2014-2015 | - Mezcla Danzones Mexicanos choreo de Gregorio Núñez                                          | - Le Prince d'Égypte (bande originale) par Hans Zimmer - La Momie deJerry Goldsmith choreo. par Gregorio Núñez                                                                                            |                                                                           |

## Records et réalisations
- Premier patineur mexicain à réussir un quadruple Salchow en combinaison dans une compétition internationale (CS Finland Trophy).
- Premier patineur mexicain à réaliser un quadruple saut de Salchow dans une compétition nationale (5ème Festival Open du Mexique).
- Patineur artistique mexicain qui a qualifié le Mexique pour les Jeux olympiques d'hiver de Pékin 2022 dans sa catégorie après 30 ans.
- Premier patineur mexicain à tenter un quadruple saut (quadruple toe) dans une compétition internationale (Challenge Cup 2021).
- Premier patineur mexicain à réussir un triple axel dans une compétition de l'UIP (Union internationale de patinage).

- Premier patineur mexicain à participer au gala d'un championnat du monde de l'UIP (Stockholm-Suède 2021, en tant qu'invité).
- Premier patineur mexicain à participer à deux galas du tournoi Four Continents de l'UIP (Anaheim - USA 2019 et Séoul - Corée du Sud 2020 en tant qu'invité).
- Premier patineur mexicain à terminer dans le top 10 de deux compétitions du Grand Prix junior de l'UIP dans la catégorie masculine (2016 JGP Allemagne et 2017 JGP Autriche).
- Le score obtenu à Stockholm (204,78) est le plus élevé obtenu par un patineur mexicain dans une compétition internationale avec le nouveau système d'évaluation.
- Premier patineur mexicain à se qualifier et à atteindre la finale dans deux tournois mondiaux de l'UIP la même année : " Tournoi mondial de patinage artistique junior 2018 ; Sofia, Bulgarie " et dans le " Tournoi mondial de patinage artistique 2018 ; Milan, Italie ", représentant le Mexique dans la catégorie masculine.
- Note totale la plus élevée (200,76 à Milan 2018) obtenue par un patineur mexicain dans une compétition internationale de l'ISU avec le système de notation précédent.
- Représentant mexicain au niveau international, avalisé par l'ISU (International Skating Union) dans la discipline du patinage artistique depuis 2013.
- En février 2019, il est entré dans un fonds fiduciaire à la Commission nationale de la culture physique et du sport (CONADE), qui lui sera accordé à partir de mars.